# Madeira-Guaporé

Étendue de la région de Madeira-Guaporé.

La région de Madeira-Guaporé est l'une des 2 mésorégions de l'État du Rondônia. Elle regroupe 10 municipalités groupées en 2 microrégions.

## Données
La région compte 569 363 habitants pour 107 976 km².

## Microrégions
La mésorégion de Madeira-Guaporé est subdivisée en 2 microrégions:
- Porto Velho
- Guajará-Mirim